# گروه اینترپمپ
گروه اینترپمپ (انگلیسی: Interpump Group) شرکت مهندسی ایتالیایی است، که در سال ۱۹۷۷ تأسیس شد.